# La paloma y el lobo
La paloma y el lobo es una película mexicana dramática del 2019 dirigida por Carlos Lenin, escrita por Lenin y Jorge Guerrero Zotano, y protagonizada por Armando Hernández, Paloma Petra, Mónica del Carmen, y Pablo Mendoza. 
La ópera prima de Lenin tuvo su estreno en la 72° Festival Internacional de Cine de Locarno de 2019, donde ganó el premio Swatch Art Peace Hotel. Posteriormente, estuvo en el FICUNAM 2020, donde ganó el Puma de Plata a Mejor Película en la categoría Ahora México, y en la selección del Festival Internacional de Cine de Morelia. En la 62° entrega de los Premios Ariel, obtuvo 5 nominaciones, incluyendo Mejor Película, Mejor Actor, Mejor Fotografía y Mejor Ópera Prima.
La paloma y el lobo tuvo un estreno comercial en salas de cine mexicanas a través de la productora y distribuidora PIANO el 22 de abril de 2021.

## Argumento
Paloma (Paloma Petra) y Lobo (Armando Hernández) son pareja y viven en un pequeño departamento en Linares, Nuevo León. El contexto de violencia e inseguridad los lleva a buscar mejores oportunidades en Monterrey, pero el Lobo se resiste a consecuencia de un recuerdo que no puede soltar. 

## Ficha técnica
Dirección: Carlos Lenin
Guion: Carlos Lenin, Jorge Guerrero Zotano
Producción: Miguel Ángel Sánchez
Fotografía: Diego Tenorio
Sonido: David Muñoz
Reparto: Paloma Petra, Armando Hernández, Mónica del Carmen, Pablo Mendoza
Dirección de arte: Elva Yanuaria Algravez

## Premios y nominaciones
| Premio                                    | Categoría                    | Nominaciones                                                                           | Resultado |
| ----------------------------------------- | ---------------------------- | -------------------------------------------------------------------------------------- | --------- |
| Festival Internacional de Cine de Locarno | Swatch Art Peace Hotel Award | La paloma y el Lobo                                                                    | Ganador   |
| Premios Ariel                             | Mejor Actuación Masculina    | Armando Hernández                                                                      | Nominado  |
| Premios Ariel                             | Mejor Fotografía             | Diego Tenorio                                                                          | Nominado  |
| Premios Ariel                             | Mejor Ópera Prima            | Carlos Lenin                                                                           | Nominado  |
| Premios Ariel                             | Mejor Sonido                 | Alejandro Ramírez Enrique Greiner Miguel Ángel Molina Raymundo Ballesteros David Muñoz | Nominados |
| Festival Internacional de Cine UNAM       | Mejor Película Mexicana      | Carlos Lenin                                                                           | Ganador   |